# 라이언 베로커
라이언 베로커(1977년 8월 6일 ~ )는 LG 트윈스에서 뛰었던 미국의 전 야구 선수다.

## 같이 보기
- 2006년 LG 트윈스 시즌